# Zbrodnia na festynie
Zbrodnia na festynie (Dead Man’s Folly) – powieść Agathy Christie z 1956.

## Fabuła
W małym miasteczku Nassecombe mieszkańcy przygotowują festyn wakacyjny. Główną atrakcją zabawy ma być tak zwane „Polowanie na mordercę”, które podejmuje się przygotować znana pisarka kryminałów Ariadna Oliver, natomiast wręczającym nagrody ma być sam Hercules Poirot, światowej sławy detektyw.
Wszystko dopięte jest już na ostatni guzik – przygotowane zostały fikcyjne tropy, wskazówki, zatrudniona została nawet miejscowa dziewczyna, Marlena Tucker, mająca udawać zwłoki. Jednak kiedy zabawa trwa w najlepsze, organizatorzy odkrywają przerażający fakt – zwłoki okazują się prawdziwe, a Marlena faktycznie została zamordowana...
Mimo przytłaczającej liczby uczestników festynu, liczba podejrzanych jest ograniczona. Klucz do szopy, w którym znaleziono zwłoki mieli tylko organizatorzy imprezy – państwo Stubbs oraz ich domownicy. Na dodatek morderca ułożył zwłoki dziewczyny dokładnie w pozycji, jaka przewidziana była w zabawie, więc musiał to być ktoś idealnie znający organizacyjne szczegóły przedsięwzięcia.
Pomagający policji Poirot, będąc jednocześnie jednym z organizatorów, ma okazję gościć w domu państwa Stubbs. Poznaje tam wszystkich lokatorów oraz ich przyjaciół. Wśród nich musi być morderca:
- Sir George Stubbs – pan domu, który dzięki dopisującemu szczęściu z biedaka przekształcił się w milionera.
- Lady Hattie Stubbs – jego młoda i niezbyt bystra żona, w otoczeniu ma opinię kobiety egocentrycznej, zamkniętej w świecie własnych strojów i błyskotek.
- Amanda Brewis – chłodna i kompetentna sekretarka Stubbsa, zadurzona w pracodawcy.
- Amy Folliat – starsza kobieta o ogromnym szacunku w okolicy, była właścicielka posiadłości, obecnie wynajmuje jedynie mały domek przy ogrodzeniu.
- Państwo Sally i Alec Legge – wczasowicze, pomagający w organizacji festynu.
- Connie Masterton – żona lokalnego posła do parlamentu, siejąca w okolicy zgrozę swym potężnym wyglądem i władczym charakterem.
- Michael Weyman – młody architekt.
- Kapitan Warburton.

Kiedy wezwana na miejsce zbrodni policja zaczyna przesłuchania wszystkich podejrzanych, okazuje się, że Lady Stubbs zniknęła. Po gruntownym przeszukaniu terenu, policji nie udaje się odnaleźć Hattie. Dochodzi więc do wniosku, że kobieta nie żyje i to ona była rzeczywistym celem mordercy, którego prawdopodobnie przyłapała czekająca w szopie Marlena Tucker, podpisując tym samym również i na siebie wyrok śmierci. Głównym podejrzanym szybko staje się świeżo przybyły kuzyn Hattie Stubbs, Ettienne de Sousa. Według relacji domowników, Hattie przestraszyła się na wieść o jego przyjeździe. Jednak również i inne osoby miały sposobność do popełnienia obu zbrodni. Alibi pani Legge okazuje się fałszywe, a sekretarka Stubbsów, Amanda Brewis była ostatnią osobą, która widziała żywą Marlenę. Wiadomo też, że panna Brewis nie darzyła specjalną sympatią Lady Stubbs, oskarżając ją o zniszczenie życia Sir George’owi.
Tymczasem dochodzi do trzeciej zbrodni – ginie dziewięćdziesięcioletni staruszek, dziadek Marleny Tucker. Jednak nawet teraz policji nie udaje się wykryć mordercy. Również Hercules Poirot ma do siebie pretensje o to, że mimo usilnych starań, nie potrafi pomóc w sprawie. W końcu jednak, jak to zawsze bywa – Poirot wpada na trop, wiodący prosto do winowajcy...

## Rozwiązanie
Winowajcami okazują się Sir George Stubbs, który w rzeczywistości jest Jamesem Folliatem, młodszym synem Amy Folliat, oraz fałszywa Lady Stubbs. Prawdziwa Hattie została zamordowana przez George’a zaraz po przeprowadzce do nowej posesji. Była to kobieta niepełnosprawna, która pod wpływem męża podpisała dokumenty, oddając mężowi cały swój olbrzymi majątek. Stubbs zakopał zwłoki żony na terenie posiadłości, a nad miejscem jej pochówku wybudował ozdobną glorietę. George ożenił się kilka lat wcześniej z młodą Włoszką, która odtąd występowała jako Lady Hattie Stubbs. We wszystko wtajemniczona była także pani Folliat, która opowiadała, że James zginął podczas wojny.
O całej sprawie dowiedziała się – od swojego dziadka – miejscowa rozplotkowana dziewczyna, Marlena Tucker. Oszuści postanowili więc ją usunąć, wykorzystując do tego zbliżający się festyn. Po osobiście popełnionym morderstwie fałszywa Lady Stubbs musiała uciec z Nassecombe, by uniknąć spotkania z kuzynem prawdziwej Hattie, który akurat w tym czasie zapowiedział listownie swe przybycie. Kobieta bała się, że mógłby on zorientować się w oszustwie. Przebrana za włoską studentkę zbiegła z okolicy.
W książce nie wyjaśniono, kto zabił dziadka Marleny. Prawdopodobnie odpowiada za to George Stubbs. Wiadomo jednak, że starzec musiał zginąć, gdyż – podobnie jak wnuczka – wiedział zbyt wiele (wyjawił wnuczce tajemnice o prawdziwym pochodzeniu George’a i „trupie kobiety w lesie”). Amy Folliat wiedziała o wszystkim, lecz kochała syna i dlatego wcześniej nie poinformowała o śmierci prawdziwej Hattie.